# Le Dernier Preux
Pour plus de détails, voir Fiche technique et Distribution.
Le Dernier Preux est un film français réalisé par Pierre-Jean Ducis, sorti en 1933.

## Fiche technique
- Titre : Le Dernier Preux
- Réalisation : Pierre-Jean Ducis
- Scénario : Camille François et Yvan Noé (adaptation)
- Dialogues : Yvan Noé
- Photographie : Charlie Bauer et Fred Langenfeld
- Musique : Raymond Wraskoff
- Montage : André Versein
- Production : S.E.L.F. (Société d'édition et de location de films)
- Pays d'origine :  France
- Format :  Noir et blanc - 35 mm - Son mono
- Genre : Comédie
- Durée : 36 minutes
- Date de sortie : 
  - France : 3 octobre 1933

## Distribution
- Noël-Noël
- René Génin
- Albert Montigny
- Anthony Gildès
- Géo Lastry
- Jules Moy
- Louis Eygen
- Marcel Bauçay